# Stadion ŁKS
Stadion Miejski, oficial pe lung denumit Stadion Miejskiego Ośrodka Sportu i Rekreacji w Łodzi, cunoscut simplu și ca Stadion ŁKS, este un stadion multifuncțional din Łódź, Polonia. Acesta este stadionul de casă al clubului de fotbal ŁKS Łódź.

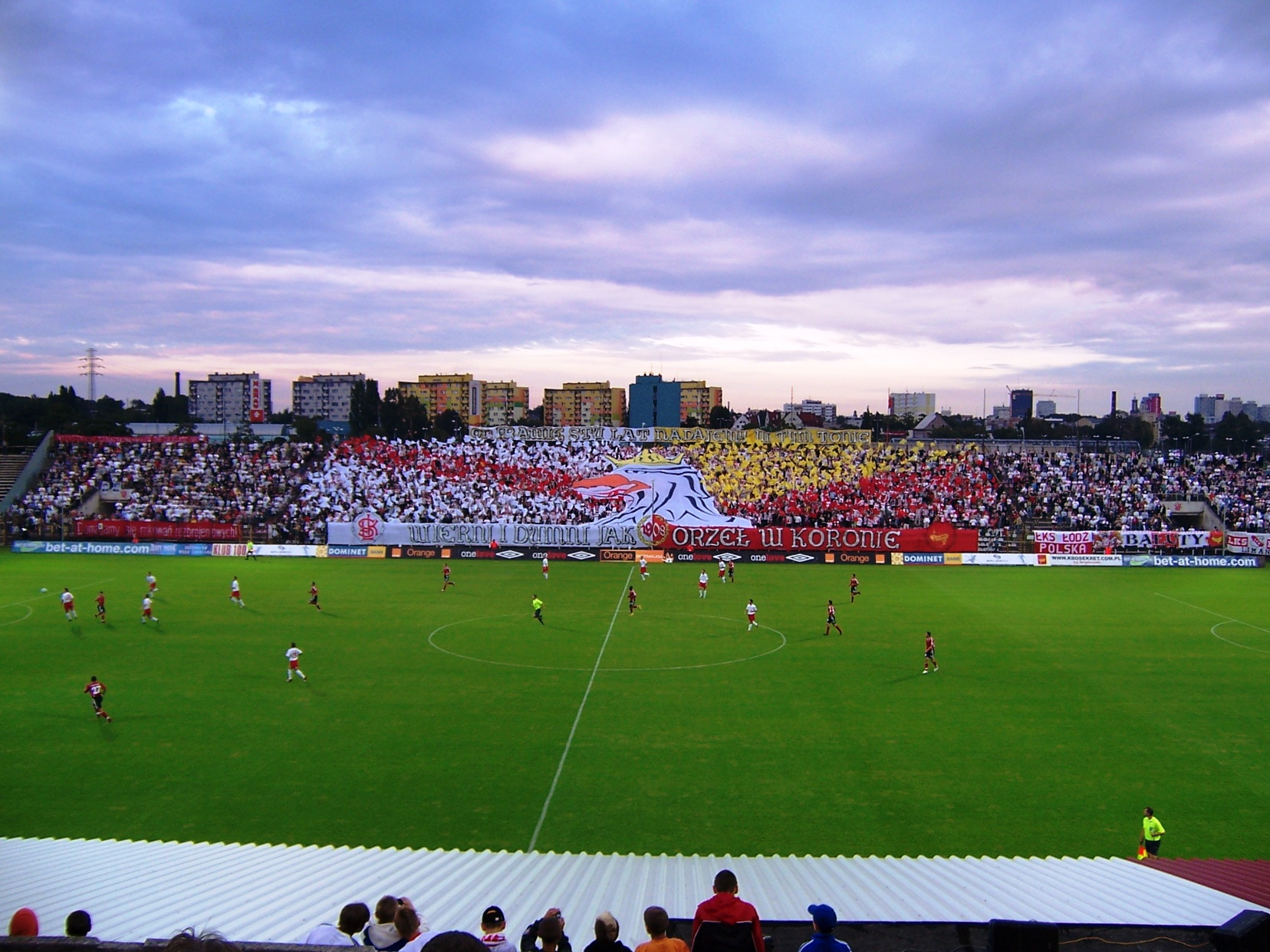
Stadion ŁKS

## Meciurile naționalei Poloniei
| #   | Data               | Adversar                   | Scor final (în pauză) | Marcatori pentru Polonia                                                                       |
| --- | ------------------ | -------------------------- | --------------------- | ---------------------------------------------------------------------------------------------- |
| 1.  | 29 iunie 1924      | Turcia                     | 2:0 (2:0)             | Henryk Reyman '42, Mieczysław Balcer '43                                                       |
| 2.  | 15 septembrie 1935 | Letonia                    | 3:3 (0:2)             | Józef Smoczek '47, Stanisław Malczyk '54, Antoni Komendo-Borowski '66                          |
| 3.  | 4 iulie 1937       | România                    | 2:4 (2:3)             | Leonard Piątek '2, Michał Matyas '25                                                           |
| 4.  | 27 mai 1939        | Belgia                     | 3:3 (2:1)             | Ernest Wilimowski '5, '26, Jerzy Wostal '48                                                    |
| 5.  | 27 august 1969     | Norvegia                   | 6:1 (5:1)             | Włodzimierz Lubański '10, '37, Joachim Marx '25, '90, Kazimierz Deyna '26, Lucjan Brychczy '35 |
| 6.  | 20 martie 1973     | Statele Unite ale Americii | 4:0 (2:0)             | Włodzimierz Lubański '17, '24, '84, Henryk Kasperczak '55                                      |
| 7.  | 8 octombrie 1975   | Ungaria                    | 4:2 (3:1)             | Joachim Marx '31, '77, Kazimierz Kmiecik '12, Henryk Kasperczak '17                            |
| 8.  | 12 aprilie 1978    | Republica Irlanda          | 3:0 (0:0)             | Zbigniew Boniek '52, Kazimierz Deyna '60, Włodzimierz Mazur '82                                |
| 9.  | 18 noiembrie 1981  | Spania                     | 2:3 (0:1)             | Andrzej Pałasz '56, Zbigniew Boniek '74                                                        |
| 10. | 23 martie 1983     | Bulgaria                   | 3:1 (1:1)             | Stefan Majewski '2, Dariusz Dziekanowski '67, Mirosław Okoński '76                             |